# HappinessCharge PreCure!
Happiness Charge PreCure! (яп. ハピネスチャージプリキュア！ Хапинэсу Тя:дзи Пурикюа!, англ. Happiness Charge Pretty Cure!) — одиннадцатый сезон многосерийной серии Pretty Cure, созданной студией Toei Animation. Данная часть франшизы Идзуми Тодо Pretty Cure была выпущена в честь 10-летия данного сериала.

## Сюжет
Организация зла, возглавляемая королевой Мираж, Призрачная Империя, атакует Землю. На сегодняшний день нет человека, который бы не знал о «ПуриКюа» и о том, что они борются с нашествием врага, известного как Сайарк (Ужасть), о чём часто передают всемирные новости. Химэ Сираюки, принцесса Королевства Голубого Неба на самом деле является ПуриКюа, но будучи не в состоянии победить врага в одиночку, она отстала от других и находится в ужасной ситуации. Бог Земли, Блю, поручает Химэ миссию по поиску товарищей по команде и даёт ей Кристалл Любви, что приведёт её к партнёру. Тогда в поисках партнёра она встречает Мэгуми Айно, и они начинают бороться против врага вместе. Узнав, что собрав все ПуриКарты, можно исполнить одно любое желание, они объединяются с феей Риббон, для того чтобы защищать мир во всем мире, превращаясь, наряжаясь и изменяя формы на протяжении битв.

## Персонажи

### Пурикюа
- Мэгуми Айно (яп. 愛乃 めぐみ Айно Мэгуми) / Кюа Лавли (яп. キュアラブリー Кюа Рабури)

Четырнадцатилетняя Мэгуми — очень энергичная и отзывчивая девушка, никогда не бросающая окружающих в беде. У неё достаточно любви и смелости, чтобы выручить любого в любой ситуации. Превращается в розовую Кюа Лавли, помимо чего может меняться в две дополнительные формы: красную «Вишнёвое Фламенко» (яп. チェリーフラメンコ Тэри: Фурамэнко) и жёлтую «Леденцовый Хип-Хоп» (яп. ロリポップヒップホップ Рорипоппу Хиппу Хоппу).
Сэйю: Мэгуми Накадзима
- Химэ Сираюки (яп. 白雪 ひめ Сираюки Химэ) / Кюа Принцесс (яп. キュアプリンセス Кюа Пуринсэсу)

14-летняя принцесса Королевства Голубого Неба. Химэ — слегка избалованная эгоистка и жертва моды. Прибыла на Землю в целях найти воительниц ПуриКюа и спасти мир от зла. Превращается в голубую Кюа Принцесс, помимо чего может меняться в две дополнительные формы: синюю «Щербетный Балет» (яп. シャーベットバレエ Ся:бэтто Барэ:) и зелёную «Ореховый Хула танец » (яп. マカダミアフラダンス Макадамия Фура Дансу ).
Сэйю: Мэгуми Хан
- Юко Оомори (яп. 大森 ゆうこ Оомори Юко) / Кюа Хани (яп. キュアハニー Кюа Хани:)

14-летняя одноклассница Мэгуми по прозвищу Ю-ю. Милая и добрая, любит есть и готовить. Превращается в Кюа Хани, также у неё есть формы Popcorn Cheer (Попкорновая поддержка) и Coconut Samba (Кокосовая самба).
Сэйю: Рина Китагава
- Иона Хикава (яп. 氷川 いおな Хикава Иона) / Кюа Фортуна (яп. キュアフォーチュン Кюа Фо:тюн)

ПуриКюа, чьё истинное лицо никто не видел. 14 лет. Имеет сильное чувство справедливости, строгая, всегда помогает слабым, дружелюбна по отношению к другим. Недолюбливает Кюа Принцесс. Имеет блестящие боевые навыки. Её сестра, Кюа Тендер, была побеждена Фантомом. Позже присоединилась к команде ПуриКюа.
Сэйю: Харука Томацу
Блю/Дух-защитник Бог Земли
Старший брат Химе Сираюки. Бог-Защитник Королевства Голубых Небес и брат Реда. Даёт Пурикюа полезные советы и помогает в битве с Империей Фантом. Влюблён в Королеву Мираж. После победы добра над злом и освобождения остальных миров от зла. Блю принимает решение оставить свой пост и, примирившись со старыми знакомыми, удалиться на Красную планету.

### Враги
- Королева Мираж (яп. クイーン・ミラージュ)

Главный враг и правитель Призрачной Империи. Раньше она была пурикюа, Кюа Мираж.
Сэйю: Марико Кода
- Ред/Глубокое Зеркало (яп. レッド / ディープミラー)

Настоящий главный враг, который контролировал Мираж. Бог Марса и брат Блю.
Сэйю: Кадзухико Иноуэ
- Хоссива (яп. ホッシーワ)

Единственная девушка среди трёх генералов. Именует себя "прекрасная леди Хоссива".  После того, как её победили, становится воспитательницей в детском саду.
- Намакеруда (яп. ナマケルダ)

Один из генералов Призрачной Империи. В конце возродился как офисный работник.
Орески
Один из генералов Призрачной Империи. Именует себя "Номер Один". После того, как его победили, становится полицейским который помогает пожилой женщине.
- Фантом (яп. ファントム)

Охотник на пурикюа. В одной из битв его сильно ранят. Его выхаживает Юко. Во время решающей битвы признаётся, что любит королеву Мираж. После того, как он был побеждён, оказывается, что Фантом - фея (как Риббон и Глассан) королевы Мираж по имени Фанфан.
Сэйю: Хирофуми Нодзима

## Производство
Серия была подана Toei в Японское патентное ведомство для реализации товаров 2 октября и обнародована 24 октября. В интервью Nikkan Sports 'PreCure Shimbun продюсер Doki Doki PreCure Хироаки Сибата подтвердил создание нового сезона и то, что он стартует после 49 серии нынешнего сериала в феврале 2014 года.
В списке для товаров Nintendo 3DS на Amazon 28 ноября 2013 были показаны проекты двух главных героинь Кюа Лавли и Кюа Принцесс.